# Transcendentální etudy

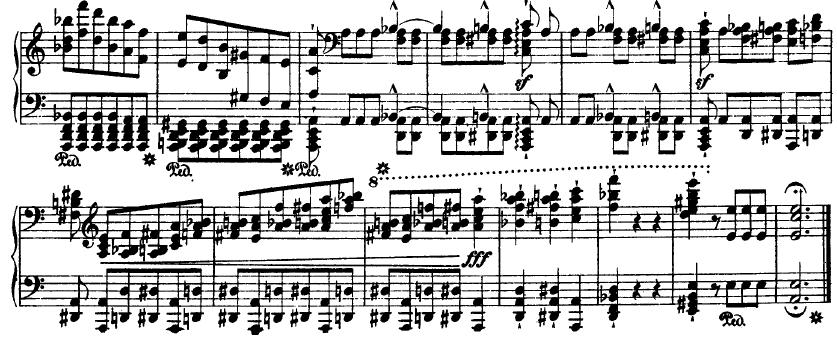
Výňatek z transcendentální etudy Fusées

Transcendentální etudy (francouzsky: Études d'exécution transcendante), S.139, je soubor dvanácti klavírních etud Ference Liszta, napsaný v roce 1851. Jde o upravenou verzi těžších Dvanácti velkých etud z roku 1837. Ty byly detailním zpracováním skladeb z roku 1826, kdy bylo Lisztovi 15 let. Jedná se o extrémně těžké klavírní skladby (transcendante znamená nadmyslný, vysoký, nadskutečný), jedny z vůbec nejtěžších klavírních etud. Lisztovy etudy jsou spolu s etudami Fryderyka Chopina a Clauda Debussyho považovány za špičku tohoto odvětví.

## Etudy
Roku 1837 Liszt pojmenoval všechny etudy až na etudy číslo 2 a číslo 10. Ty byly pojmenovány až později jedním z Lisztových editorů, Ferrucciem Busonim, (jméno Fusées číslu 2 a Appassionata číslu 10), tyto názvy ovšem nejsou běžně užívány, proto jsou v seznamu uvedeny pouze tempem.
| Jméno                      | tónina | Jméno                                | tónina  |
| -------------------------- | ------ | ------------------------------------ | ------- |
| Etuda No. 1 (Preludio)     | C dur  | Etuda No. 7 (Eroica)                 | Es dur  |
| Etuda No. 2 (Molto vivace) | a moll | Etuda No. 8 (Wilde Jagd)             | c moll  |
| Etuda No. 3 (Paysage)      | F dur  | Etuda No. 9 (Ricordanza)             | As dur  |
| Etuda No. 4 (Mazeppa)      | D moll | Etuda No. 10 (Allegro agitato molto) | f moll  |
| Etuda No. 5 (Feux Follets) | B dur  | Etuda No. 11 (Harmonies du Soir)     | Des dur |
| Etuda No. 6 (Vision)       | g moll | Etuda No. 12 (Chasse-Neige)          | b moll  |

## Významné nahrávky
Verze z roku 1837 byla komerčně nahrána pouze třikrát (Janice Weber, Leslie Howard a Massimo Gon), zjednodušená verze z roku 1852 je hrána častěji. Významná nahrávka pochází například od chilského pianisty Claudia Arraua z roku 1974, vydaná roku 2008. Za zmínku stojí také živá nahrávka z koncertu ruského klavíristy Borise Berezovského. Desku s Transcendentálními etudami vydal také specialista na Liszta, Georges Cziffra.